# Рен-ле-Шато
Рен-ле-Шато (фр. Rennes-le-Château) — небольшая коммуна на юге Франции, в департаменте Од в 5 километрах от Куизы в исторической местности Лангедок.
Рен-ле-Шато получил мировую известность благодаря распространившимся слухам о том, что в конце XIX века католический священник Беренже Соньер (1852—1917) нашёл там спрятанные сокровища рыцарей ордена тамплиеров. Также поселение является предметом обсуждения различных конспирологических теорий, связанных с сакральной геометрией, «Приоратом Сиона» и святым Граалем.

## История
В нескольких километрах к юго-востоку от Рен-ле-Шато расположен холм Безю (Безу), на котором находятся развалины средневековой крепости, принадлежавшей тамплиерам. Недалеко от холма Безю, также на возвышенности, расположены руины фамильной резиденции Бертрана де Бланшфора, четвёртого из великих магистров ордена Храма в середине XII века. Через Рен-ле-Шато проходит дорога, по которой в старину шли паломники и которая связывает Северную Европу с городом Сантьяго-де-Компостела в Испании.
В деревне стоит старая церковь, построенная в VIII или IX веке на фундаменте, относящемся к эпохе правления вестготов. В 1891 году священник Беранже Соньер занялся реставрацией церкви, заняв денег у своих прихожан. По ходу работы ему пришлось перенести на другое место алтарный камень, покоившийся на двух колоннах, оставшихся от эпохи вестготов; одна из этих колонн оказалась полой, и внутри деревянных запечатанных трубок нашлись четыре пергаментных свитка. Три документа содержали генеалогические древа: одно из них датировано 1243 годом и имело печать Бланки Кастильской, второе — от 1608 года с печатью Франсуа Пьера д’Отпуля, третье — от 24 апреля 1695 года с печатью Анри д’Отпуля. Четвёртый документ, исписанный с обеих сторон, подписан каноником Жан-Полем де Негр де Фондаржаном и относится к 1753 году. Эти документы были спрятаны примерно в 1790 году аббатом Антуаном Бигу. В последнем документе содержались отрывки из Нового Завета на латыни. Соньер, с разрешения деревенского мэра, отвёз эти свитки епископу Каркассона.